# Buscant la Susan desesperadament
Buscant la Susan desesperadament (títol original en anglès: Desperately Seeking Susan) és una comèdia estatunidenca dirigida per Susan Seidelman, estrenada l'any 1985. Ha estat doblada al català.
Aquest va ser el primer paper important de Madonna a la pantalla i a la pel·lícula també actuen d'altres intèrprets coneguts, com John Turturro, Laurie Metcalf, Aidan Quinn i Steven Wright.

## Argument
Roberta Glass, una mestressa de casa insatisfeta de Fort Lee, Nova Jersey, està fascinada pels missatges entre els amants Susan Thomas i Jim Dandy a la secció de personals d'un tabloide de la ciutat de Nova York. Està especialment atreta per una secció de Jim amb el títol "Buscant la Susan desesperadament", que busca una cita a Battery Park. Mentrestant, en un hotel d'Atlantic City, l'itinerant Susan llegeix la secció després d'una cita amb el mafiós Bruce Meeker. Ella roba un parell d'arracades egípcies ornamentades del seu abric abans de marxar. El sinistre Wayne Nolan guaita la jaqueta d'esmòquing adornada de la Susan mentre marxa. En arribar a la ciutat de Nova York, Susan es posa una de les arracades i guarda l'altra a la seva maleta en una consigna de l'Autoritat Portuària. Ella demana quedar-se amb la seva amiga Crystal, assistent d'un mag al Magic Club, i s'assabenta que Meeker va ser assassinat a l'hotel.
Amb l'esperança de trobar els amants, la Roberta va a Battery Park i veu que Jim es retroba amb la Susan abans de marxar amb la seva banda a Buffalo. Més tard, la Roberta segueix la Susan a una botiga d'època i la mira com barata la jaqueta per unes botes abans de perdre-la de vista. La Roberta compra la jaqueta i troba la clau de l'armari de la Susan a la butxaca. Publica un nou anunci "Buscant la Susan desesperadament la Susan" però amb el subtítol "regarding key" per reunir-se amb la Susan i tornar la clau. Mentrestant, Jim es preocupa per la columna i la connexió de Susan amb la mort de Meeker. Li demana al seu millor amic Dez que la vigili.
Esperant la Susan a Battery Park i amb la seva jaqueta, Roberta és abordada per Nolan, que la confon amb Susan perquè és rossa i porta la jaqueta distintiva. La Susan veu la Roberta, però no pot arribar-hi mentre la policia la persegueix per no haver pagat la tarifa del seu taxi. Dez arriba amb un ciclomotor i rescata la Roberta, que cau i li colpeja el cap, fent que perdi la memòria i la bossa. Dez creu que és la Susan i troba la clau de l'armari i la porta a l'Autoritat Portuària per recollir la maleta de la Susan. Allà, la Roberta troba l'altra arracada, i Dez li ofereix quedar-se al seu apartament una nit.
Creient que ha de ser Susan, la Roberta torna sobre els passos de Susan amb Nolan a la seva persecució. Finalment arriba al Magic Club, trobant a faltar Susan, que ha estat alliberada de la presó i ha descobert que la seva maleta ha desaparegut. Roberta és contractada com a substituta de Crystal. Després de la desastrosa primera actuació de Roberta, Nolan l'ataca i li demana les arracades. Aconsegueix escapar quan arriba la policia. La Roberta es torna a fer un cop al cap, però aquesta vegada recupera la memòria. Malauradament, la confonen amb una prostituta i l'arresten.
Mentrestant, Gary, el marit de la Roberta que es revela que es troba enmig d'una aventura casual, la busca. Troba el camí a la botiga vintage i es posa en contacte amb la Susan. Ella creu que Roberta i Dez estan relacionats amb la mort de Meeker i volen incriminar-la. La Susan s'organitza per trobar-se amb Gary en un club de ball i l'acompanya a casa on es droga. La Roberta truca des de la presó, però penja quan la Susan i el Gary responen. Després de trucar a Dez per rescatar-la, descobreixen que el seu apartament ha estat saquejat per Nolan. La Roberta i la Dez acaben dormint junts.
A casa d'en Gary, la Susan veu un reportatge de televisió sobre Meeker i Nolan robant les arracades, que abans van pertànyer a Nefertiti. S'adona de la veritat del diari de la Roberta i publica una columna per conèixer-la al Magic Club. En Dez ataca un intrús al seu apartament que resulta ser Jim. Confessa la seva relació amb "Susan" mentre la Roberta s'escapa. Ella llegeix la columna, igual que en Jim i en Dez. Arriben al Magic Club juntament amb en Gary, la seva germana Leslie i en Nolan. Durant el seu acte, la Roberta reconeix a Nolan, que s'escapa entre bastidors. Dez se'n va mentre la Roberta intenta explicar els esdeveniments de la seva desaparició a Gary, finalment expressant la seva infelicitat i posant fi al seu matrimoni. Nolan amenaça Susan a punta de pistola, però Roberta l'elimina. Allà, la Roberta i la Susan finalment es troben per primera vegada.
Més tard, la Roberta troba a Dez en una cabina de projecció de la sala de cinema on treballa. Ella es presenta una vegada més i es fan un petó mentre Jim i Susan es reuneixen als seients de sota. En els fotogrames finals, Roberta i Susan són celebrades com a heroïnes al diari i se'ls atribueix la tornada de les arracades robades.

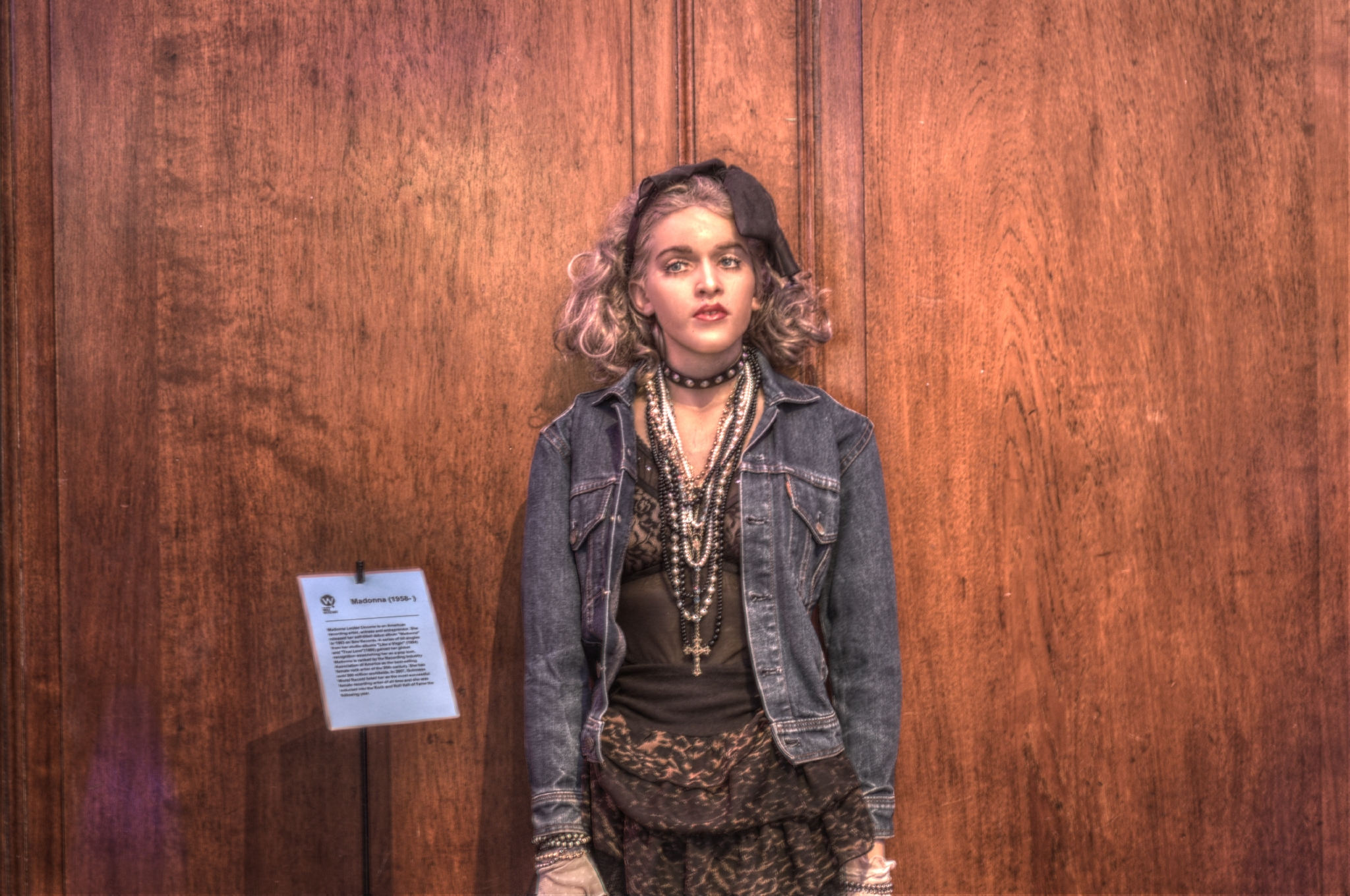
Figura de cera de Madonna, intèrpret de la pel·lícula, amb la vestimenta i ornaments de la primera època artística. Museu Nacional de Cera d'Irlanda.

## Repartiment
- Rosanna Arquette: Roberta Glass
- Madonna: Susan Thomas
- Aidan Quinn: Dez
- Mark Blum: Gary Glass, el marit de Roberta
- Robert Joy: Jim, el xicot de Susan
- Laurie Metcalf: Leslie Glass, la cunyada de Roberta
- Anna Levine: Crystal
- Patton: Wayne Nolan
- Peter Maloney: Ian el mag
- Steven Wright: Larry Stillman D.D.S.
- John Turturro: Ray, el mestre de cerimònies al Club Màgic
- Anne Carlisle: Victoria
- Jose Santana: Boutique Owner
- Giancarlo Esposito: Venedor de Carrer
- Richard Hell: Bruce Meeker
- Coets Redglare: Taxista
- Annie Golden: Cantant de Banda
- Richard Edson: Home amb diaris
- Ann Magnuson: Noia amb cigarret
- John Lurie: Saxofonista de Veí
- Victor Argo: Sergent Taskal
- Shirley Stoler: Matrona de Presó
- Arto Lindsay: Empleat del Diari
- Kim Chan: Park Bum
- Michael Badalucco: Xicot de Brooklyn
- Carol Leifer: Convidat de la festa

## Premis i nominacions[calcitació]
- BAFTA a la millor actriu secundària: Rosanna Arquette
- Casting Society of America, Estats Units. Nominació pel millor casting per una pel·lícula: Risa Bramon Garcia i Billy Hopkins
- Nominació César a la millor pel·lícula estrangera: Susan Seidelman
- Nominació al Globus d'Or a la millor actriu musical o còmica: Rosanna Arquette

## Relació de Madonna amb la pel·lícula
En aquesta pel·lícula Madonna va presentar la cançó "Into the Groove", el seu primer senzill número u al Regne Unit. La seva popularitat va fer que la pel·lícula fos percebuda com un vehicle de Madonna, malgrat que no la van presentar com a actriu principal. El crític de cinema del New York Times Vincent Canby la va nomenar una de les deu millors pel·lícules del 1985.

## Influencies
La pel·lícula és una influència important per la moda dels anys 1980, amb crucifix, mitaines i jupes flotants de Madonna l'estereotip de la «Bad girl» de l'època, promocionant més enllà de l'aspecte una actitud particular per les adolescentes. Habituada a clips difosos a la MTV que han construït el seu èxit, la pel·lícula marca igualment el pas de la cantant de les pantalles de televisió al cinema.